# Магамет Дебі Ітно
Магамет ібн Дебі Ітно (араб. محمود بن إدريس ديبي إتنو‎ Mahmūd ibn Idrīs Daybī Itnū, нар. 1984) — чадський військовий та політичний діяч, генерал-майор, голова Перехідної військової ради Чаду, син колишнього президента Чаду Ідріса Дебі. Був заступником командувача Чадської інтервенції у північну Малі (FATIM).

## Військова кар'єра
Спершу вступив до Об'єднаної групи військових шкіл у Чаді. Згодом навчався у Франції, у військовій школі Екс-ан-Прованса. Після повернення його зарахували до другого набору школи офіцерів, а згодом він влаштувався до відділу з питань охорони державних установ (SERS) на посаду заступника командира піхоти. Уперше взяв участь у боях у квітні 2006 року, коли повстанці захопили столицю Чаду. Пізніше брав участь у боях на сході Чаду разом з генералом Абу Бакр аль Саїдом, тодішнім директором жандармерії, після чого отримав звання лейтенанта. Керував армією Чаду під час битви при Ам Дамі, де вона здолала повстанців.
Після перемоги призначений командувачем ескадрону SERS. У січні 2013 призначений командувачем чадських сил спеціальних операцій у Малі за генерала Умара Бікімо. 22 лютого він знову очолив армію, цього разу в битві в горах Адрар-Іфорас. Армія Ітно ліквідувала повстанців, завдавши їм значних утрат, але також втратила двадцять шість осіб, серед яких Абдель Азіз Хусейн Адам, командир сил спецоперацій. Махмуд повністю перейняв на себе обов'язки командира FATIM і відтоді очолює операції проти повстанців на півночі.

## Голова Військової ради
Після загибелі його батька, Ідріса Дебі, Збройні сили Чаду оголосили, що обраний уряд та Національна Асамблея Чаду розпущені, а Транзитна військова рада, очолювана Магаметом, керуватиме країною впродовж 18 місяців. Згідно з новим статутом, що замінив Конституцію Чаду, Магамет став тимчасовим президентом та головою Збройних сил.
Деякі чадські політичні діячі назвали встановлення перехідного військового уряду «переворотом», оскільки конституційні положення щодо порядку наслідування вакантної посади президента не дотримались. Відповідно до конституції, після смерті Ідріса Дебі голову Національної Асамблеї Харуна Кабаді повинні призначити виконувачем обов'язків президента, а дострокові вибори призначити протягом не менш ніж 45 і не більш ніж 90 днів з дня звільнення посади. Однак, один з головних зовнішньополітичних союзників Чаду, Франція, вважає ситуацію, що склалась, необхідністю, зважаючи на «виняткові обставини», спричинені повстанням. Окрім того, повстанці FACT висловили загрозу новому уряду, заявивши, що «Чад не є монархією», та пообіцявши продовжувати повстання, аж допоки вони не досягнуть Нджамени й не усунуть Дебі Ітно від влади.